# Guvernul Ion Ustian
Guvernul Ion Ustian este un cabinet de miniștri care a guvernat RSS Moldovenească în perioada 31 decembrie 1980 - 24 decembrie 1985.

## Componența cabinetului
- Președintele Sovietului de Miniștri

Ion Ustian (31 decembrie 1980 - 24 decembrie 1985)
- Prim-vicepreședintele Sovietului de Miniștri

Gheorghe Stepanov (1980 – 1985)
- Vicepreședintele Sovietului de Miniștri

Vasile Vîșcu (1981 – 9 aprilie 1985)
- Ministrul afacerilor externe

Ion Ustian (31 decembrie 1980 - 29 decembrie 1981)
Petru Comendant (29 decembrie 1981 - 24 decembrie 1985)
- Ministrul afacerilor interne

General-locotenent Nicolae Bradulov (1980-1985)
- Ministrul securității naționale (președinte al Comitetului pentru Securitatea Statului)

General Gavriil Volkov (1980-1985)
- Ministrul învățământului

Vasile Cherdivarenco (1980-1985)
- Ministrul agriculturii

Gheorghe Stepanov (martie-decembrie 1985)